# ファルマン III
Farman III
1909年式ファルマンIII（ルイ・ポーランによる離陸 1910年 ロサンゼルス国際飛行競技会にて）
- 用途：飛行・競技、のち一部軍用（偵察機・練習機）
- 分類：推進式 複葉機
- 設計者：アンリ・ファルマン（Henri Farman）
- 製造者：ファルマン航空社（Avions Farman）
- 運用者：本文に記述
- 初飛行：1909年（明治42年）4月6日（フランス）

ファルマン III（Farman III）は、フランスで製作された推進式の複葉機。1909年（明治42年）にアンリ・ファルマンにより設計・製作され、第一次大戦前の世界各国で広く導入された。日本では、購入された同型の1機が「アンリ・ファルマン複葉機」などの通称で知られ、この機体は1910年（明治43年）12月に行われた日本初の試験飛行に使用された機体のひとつである。

## 製作の背景

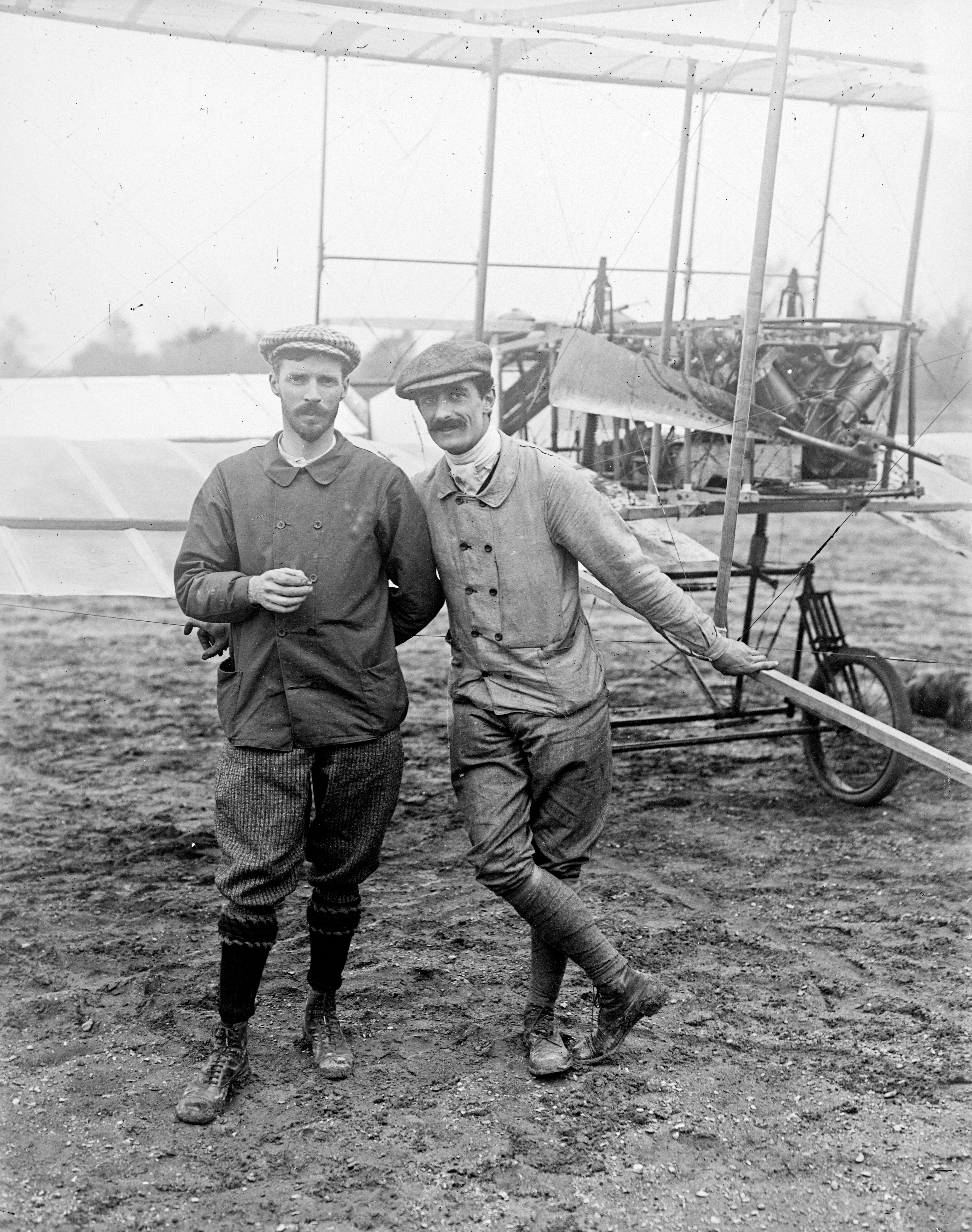
ガブリエル・ヴォアザン（右）とアンリ・ファルマン（左）

ファルマン三兄弟の次兄、アンリ・ファルマン（フランス語圏では：Henri （アンリ）、英語圏では：Henry （ヘンリー） ）による最初の飛行機体験は、1907年（明治40年）6月にヴォアザン兄弟から複葉機を購入したことに始まる。後に航空機製造会社を設立し広く知られることになる彼は、当時は自転車レース・自動車レースの選手として活躍した後、飛行船に搭乗したことをきっかけに航空への興味を持ち始めていた。 同年9月30日に初飛行を体験した彼は、すぐに自分で機体の改造を始める。この機体が後に「ヴォアザン-ファルマンⅠ（Voisin-Farman I）」、またはファルマンI（FarmanⅠ）と呼ばれている。
翌1908年（明治41年）、彼はゴム引布を用意し、翼面など機体全体の布部を貼り直すなどの改良を重ね、同機の呼称を「Farman I-bis」（ファルマン1号（改）の意）と改めた。一方、同1908年内に彼は独自に別の単葉機の製作を試み、これがファルマンII（Farman II）と呼ばれたが製作は成功せず破棄された。さらに同年11月、彼は新たにヴォアザン兄弟に大型で改良された機体を注文し、乗り慣れた前述の Farman I-bis は売却し、同機の到着を待った。だが、ヴォアザン兄弟はこの機体を当時パリに着いたばかりの裕福な青年、ジョン・ムーア＝ブラバゾン（J.T.C Moore-Brabazon）に売却してしまった。転売されたこの機体はその後も複数のオーナーの手を渡り歩くことになったため 「Bird of Passage」（渡り鳥）と呼ばれている。この出来事をきっかけにファルマンとヴォアザンの親交は途絶え、以降ファルマンは機体の自作に傾倒して行く。 

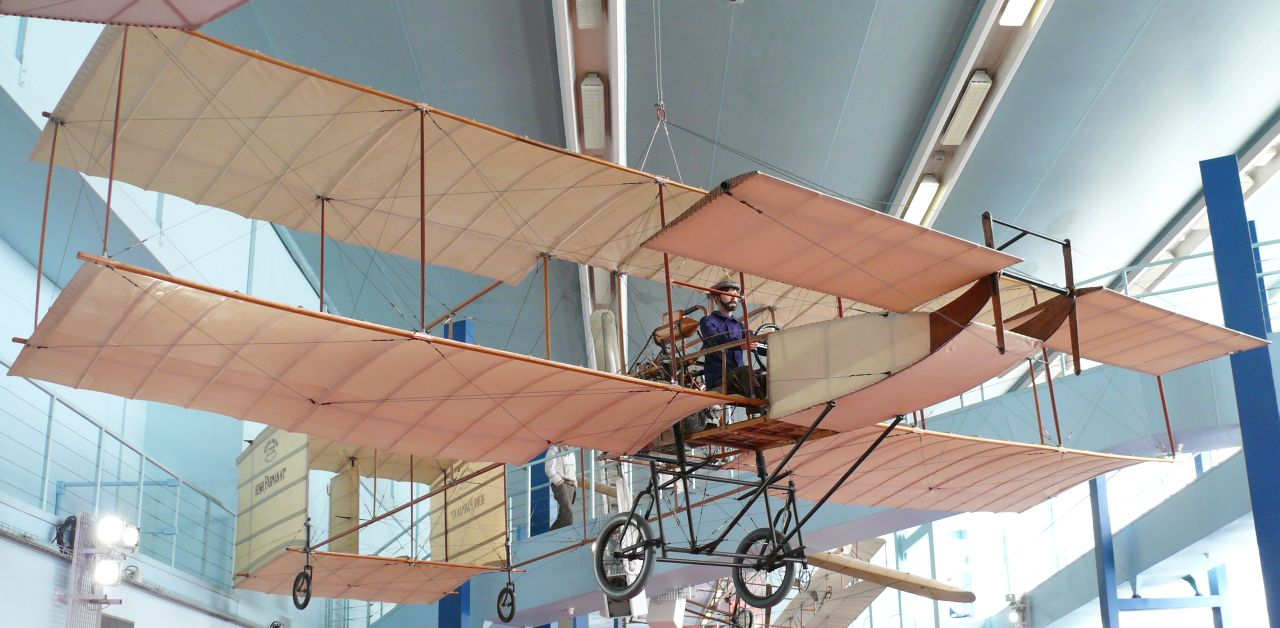
Voisin-Farman I bis のレプリカ

## 誕生と初飛行
1909年（明治42年）、アンリ・ファルマンは自ら航空機の製造業を開始した。ファルマンIでの改良の経験を生かし、弟のモーリスと共に製作所（のちの「ファルマン航空社」）を設立し、そして最初に製作されたのが「ファルマンIII」だった。
この機体は、先端に突き出した一枚の昇降舵と、尾翼には方向舵があり、そして4翼すべての後縁に補助翼が搭載された推進式の複葉機だった。下翼面の中央前縁に座席するパイロットの後背に燃料タンク、エンジンとプロペラが後向きに配置された。木製の骨組にはパイン材が使用され、翼面などの布部には白色のゴム引布が、また各接続部には組立て・解体を容易にするためごく簡単なボルトやナットで連結され、これらの間を約160本以上のワイヤ金具で張り締めた。
同1909年4月6日には、まずVivinus社製の直列4気筒エンジン（50hp,37kW）を搭載して初飛行が行われた。その後まもなくエンジンは後述の競技会出場に際し 8月には当時最新のグノーム (Gnome)社製の50hp（37kW）空冷7気筒星型回転式エンジンに載せ換えられた。 さらにその後も細部の改良は重ねられ以下のような変遷がみられる。すなわち、前翼の大きな昇降舵は支柱の幅内に縮小し、より軽量化された4輪着陸ギアを導入し、等幅だった上下の翼幅は下翼を縮小・上翼が拡張された。また尾翼部は（英語圏でしばしば "I"-tailと通称される）"エ"型の方向舵1枚のものと、箱型で2枚が連動する方式のものとが初期のモデルでは混在している。

### スペック
※1909年スタンダードタイプ。出典:による。（同年式でも頻繁な改良により細部は異なる）
- 全長：12m
- 翼幅：10m
- 全高：3.5m
- 翼面積：40m2
- 全備重量：550kg
- エンジン：ノーム (Gnome)社製"Omega": 空冷星型7気筒回転式 50馬力、75kg
- 最大速度：60km/h
- 定員：操縦: 1名（+乗客: 2名迄可）

### 構造と操縦
ファルマンIIIは後に航空史上、または飛行機のデザインの変容の歴史上において、その後の方向性を決定付けた重要な型の一つとして高く評価されている。特に、初めて実用的に補助翼を導入し、降着装置に車輪を取付けた最初の航空機であったとされている。
補助翼
アンリ・ファルマンが補助翼を初めて導入したのは1908年夏、前述のファルマンIの改造の最終過程で試験的に導入し、成功したこの独自のデザインを当機にも採用した。ファルマンIIIの補助翼は、下方向からのケーブルのみ接続されていて駐機時は、つまり飛んでいない時は補助翼は重力に引かれ自然に垂直に垂れ下がった状態となる（写真）。これが飛行時には前方からの風で翼面と平行に持ち上がり、パイロットの右手に配置された長大な操縦桿を左右に倒すことで補助翼が下方に引張られる。補助翼が引かれると補助翼に当たる風の抵抗によって翼下面に圧力が生じ、機体のロール（傾転）が行われる。操縦桿がオフセット配置されたこの形式ではパイロットにとって体の外方へ開く動作（右旋回）よりも体の中側へ引き込む動作（左旋回）の方が楽に行えたとされている。また同操縦桿の前後の傾きは、機体最前部の前翼（大きな1枚の昇降舵）と、機体後尾の尾翼上面に配置された小さな1枚の舵とが（ちょうどプロペラ・操縦席の頭上でX字状に交差して）ワイヤ接続されており、この両者と連動する。
操縦桿を前後に倒して機首の上げ下げを、左右に傾ければバンク（ロール）操作を、また足元の横棒を踏めば尾翼の方向舵が左右に振れて機体の旋回（ヨーイング）を行うというこの方式は、現代の航空機でも標準となっている。
車輪
降着装置としてスキッドの代わりに車輪をメインに使用するというアイデア自体は、ライト兄弟の先例から得たものだった。一方ライト兄弟もそれまでのたわみ翼の代わりに、以降はより優れたファルマン兄弟デザインの補助翼を採用した。この着陸脚は、スキー板状に反った2本の脚と、その両側に取り付けられた車輪との接続部にばね式サスペンションがあり、ハードな着陸の際には車輪およびサスペンションがショックを分散・緩和する。この構造が後述の野外飛行を（充分に整備されていない地表での離着陸を）可能にした要因のひとつとされている。
操縦性能に優れる各翼への動翼配置と離着陸用の車輪、というこの組み合わせは、以降現在に至るまでほとんどの航空機でも採用されている。

## 運用

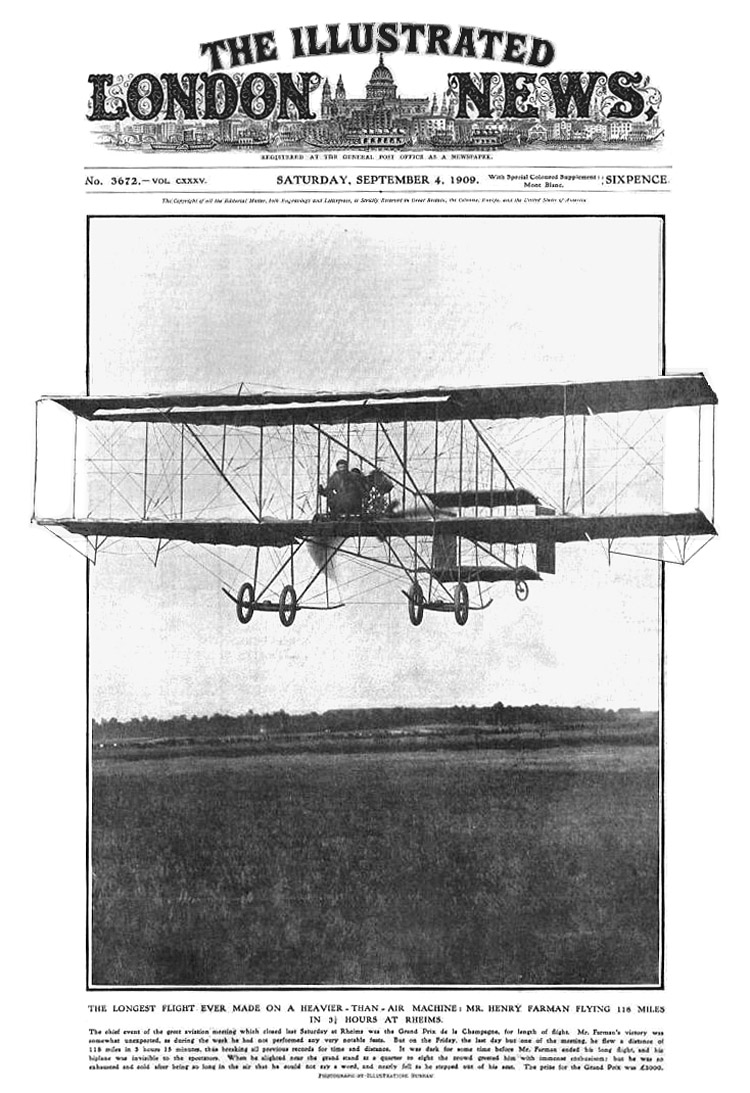
ランスでの記録更新を報じる当時の新聞

### 記録・競技
1909年（アンリ・ファルマンによる記録）
同1909年中に当機によりアンリ・ファルマン自身が当時の長距離飛行・航続時間の世界記録を2度更新している。
- 8月27日にランスの競技会で、記録：180km（3時間4分56秒）
- また11月3日にムルムロン（Mourmelon-le-Grand）飛行場で、記録：232km（4時間17分53秒）

このうち前者のランスで夏に開催された初の国際飛行競技会には、前述の通りエンジンをノーム社製オメガに換装して臨み、長距離種目で優勝したほか、飛行高度の種目でも高さ110mを記録して2位、さらに史上初めて2人の乗客を載せての3人乗り飛行に成功しこの種目でも1位を獲得した。
1910年 （ルイ・ポーラン、グラハム=ホワイトの活躍）
- 1910年（明治43年）1月10日-20日、ロサンゼルス国際飛行競技会（1910 Los Angeles International Air Meet at Dominguez Field）が開催され、招待を受けたフランス人飛行家ルイ・ポーランは2機のファルマンIIIを携え、アメリカ西海岸に渡った。この大会でポーランは高さ1,269mの高度飛行記録と1時間49分の航続時間の記録を塗り替え、合計で19,000ドルの賞金を獲得した。また、観客の頭上ギリギリを低空飛行するなどアメリカ人の観衆を大いに沸かせ、当機を駆る彼の名は当時 "King of the Air"（空の王者）などとも賛称され、広く知られるところとなった。
- 同年春の4月23日-28日、イギリスのロンドン-マンチェスター間で懸賞金飛行レース（1910年のロンドン・マンチェスター間エアレース）が行われた。このレースでは勝者を争う2機の機体が両者ともファルマンIIIであった。先立っての1906年、イギリスの日刊大衆紙「デイリー・メール」は、ロンドン-マンチェスター間294kmを2回以下の着陸で24時間以内に渡航出来たら、当時の値段で10,000ポンドの懸賞金を出すと公表していた。それまで非現実的と思われていたこの条件に1910年、最初に挑戦したのはファルマンIIIを駆るイギリス人、クロード・グラハム＝ホワイトだった。だが、途中エンジンの不調や大風などに見舞われ、実際に先に達成したのは前述のフランス人、ルイ・ポーランだった。彼は28日の夕方午後5時32分にマンチェスター郊外のDidsburyに到着し、賞金の1万ポンドを獲得した。

勝者となったポーランのファルマンIIIはより新しく改良された機体で、特にそれまで等幅だった上下の翼幅が変更され、上翼を拡張、下翼を縮小されていた。エルロンは上翼の2枚のみとなった。この改良により飛行性能は向上したとされ、以降この型が踏襲されている。
一方、レースでは賞金獲得には至らなかったグラハム＝ホワイトだが、最終日の夜明け前、後発でリードしていたポーランに少しでも追い着こうと、午前2時50分に出発し、未明の暗闇のなかクルーの運転する自動車のヘッドライトや鉄道の駅の灯りなどを頼りにしながら飛行していた。これは歴史上初の夜間飛行とされている。また彼はその年の10月14日にはアメリカのワシントンでデモンストレーション飛行を行い、ホワイトハウス近くの通りに着陸したが、逮捕されることもなく新聞各紙に賞賛の記事が書かれた。

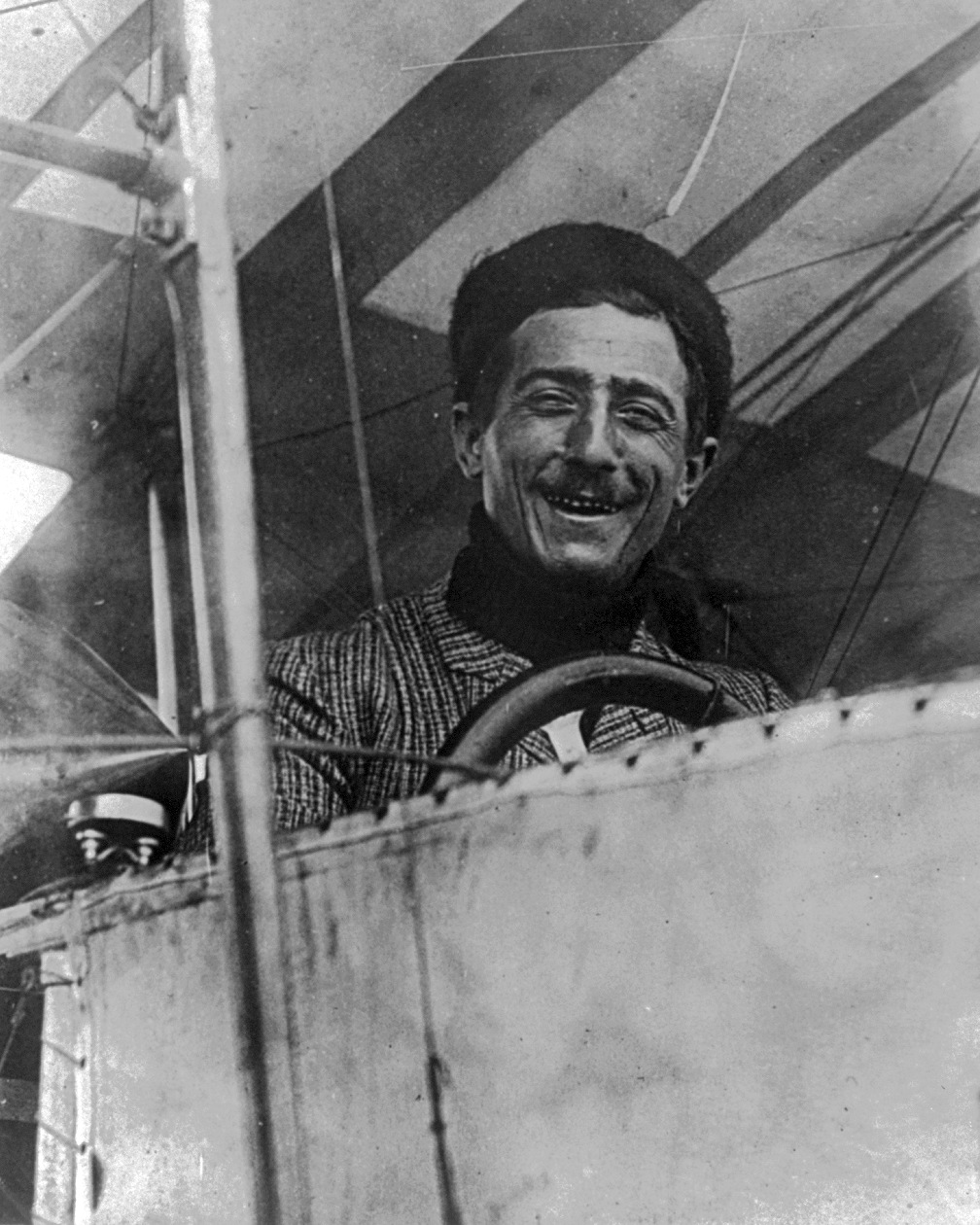
ルイ・ポーラン
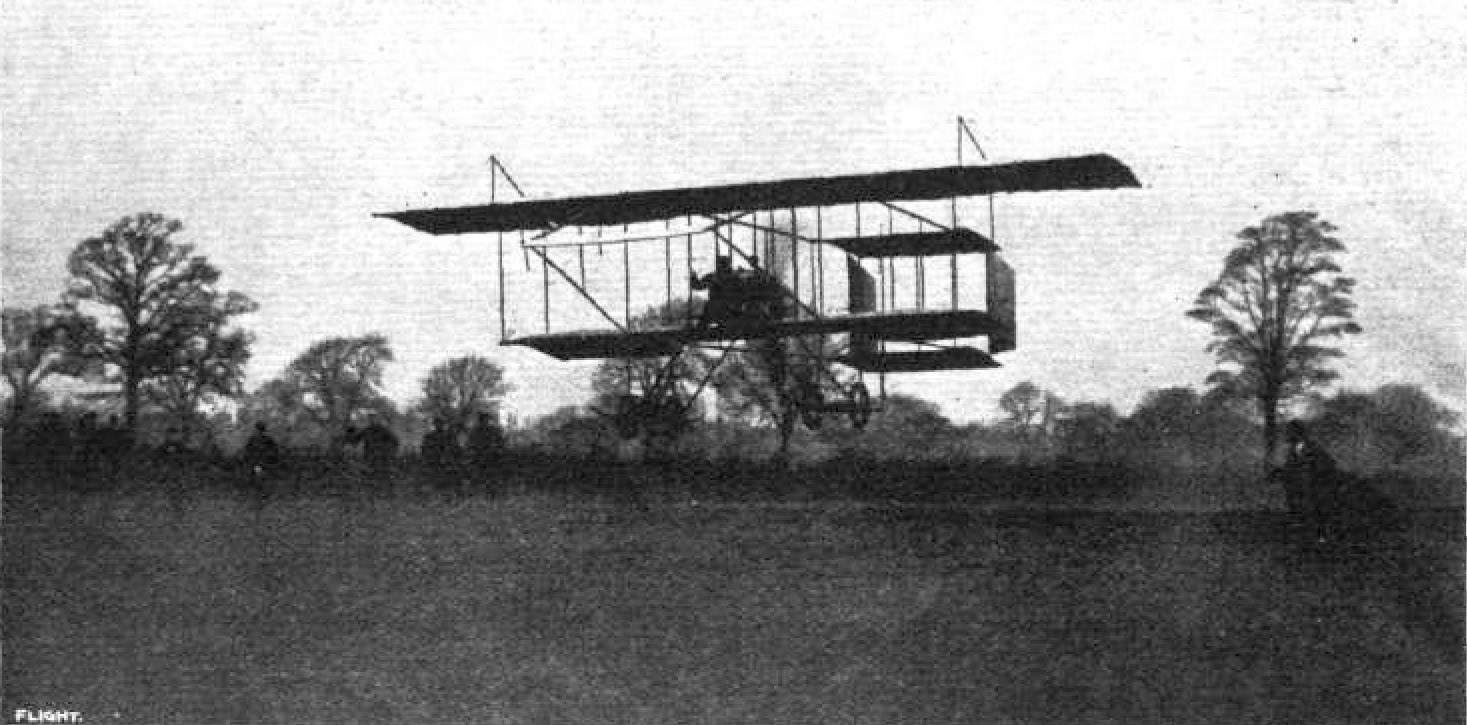
Didsburyに到着するポーラン（上翼が拡張・下翼が縮小されている）
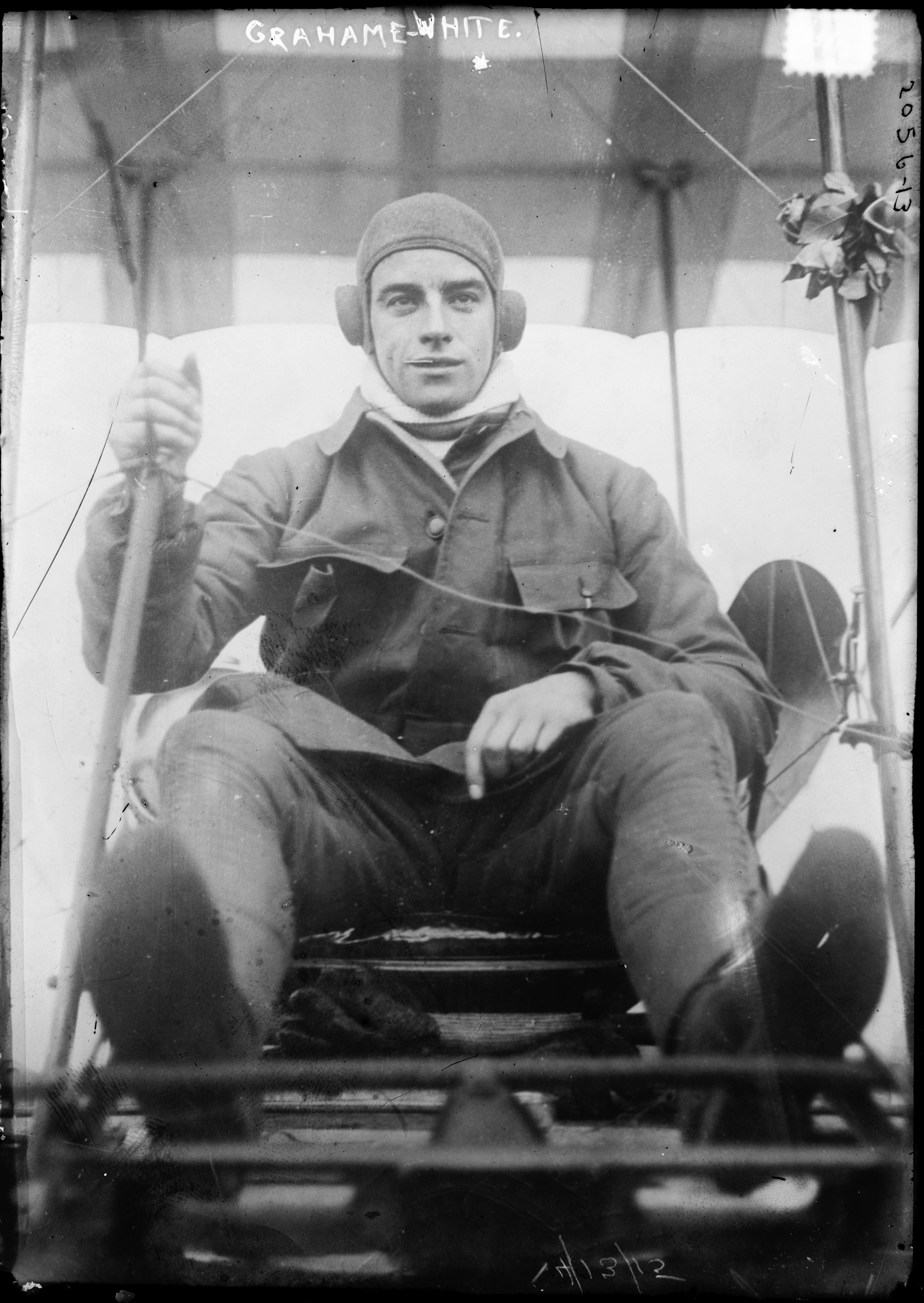
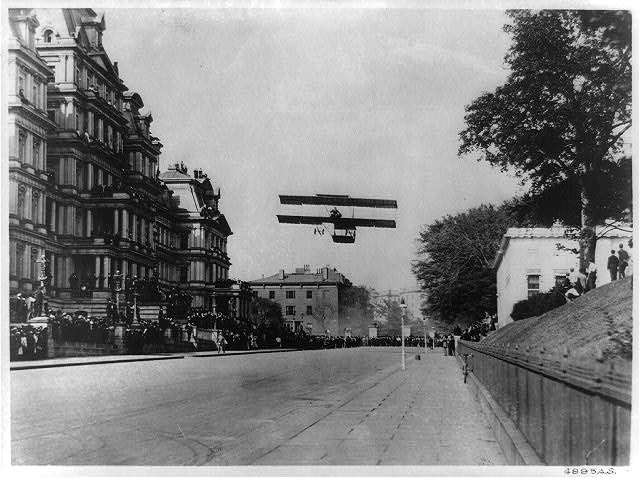

- グラハム=ホワイト
- ワシントン市街を飛ぶグラハム=ホワイト

### 量産・ライセンス生産
数々の競技会出場や記録樹立などの影響もあり、当時ファルマン社には、イギリス・ドイツ・デンマーク・日本・ベルギーなど国外からの注文や視察・買い付けなども殺到し始めた。特に1910年型のファルマンIIIは合計130機が生産され、うち75機はフランス国外に販売された。
さらに、フランスのファルマン社以外でも当機のライセンス生産または（ライセンスの無い）複製機が各国で作られ、細部はそれぞれ独自に改良が加えられた。中でもイギリスでライセンス生産されたブリストル ボックスカイト（箱凧の意）や、ドイツのファルマン・アルバトロスなどは広く知られている。当時のロシアでも軍の標準の飛行機として当初ファルマンIIIを採用する予定だったが、実際には後続の型ファルマンIVが大量に採用された。雪深い気候のため車輪の下にスキーを履いたものや、骨組にはパイン材の替わりに竹を使ったものなど、独自の変遷がみられる。
こうしてファルマンIIIは各国で当時のベストセラーとなり（アメリカのライトフライヤー号などとならび）、第一次大戦以前のヨーロッパ機としては最も広く知られた機種となった。
初の戦争使用
1911年（明治44年）10月23日、イタリア・トルコ戦争（伊土戦争）中のリビアでは、ファルマンIIIが空中写真による前線偵察を行う写真偵察機として使用された。これは歴史上初めて飛行機が戦争で使用された例として知られる。（一方、厳密にはこれはブレリオ XI(Blériot XI)機による前日の22日が最初とする記述もある。）

## 日本での運用

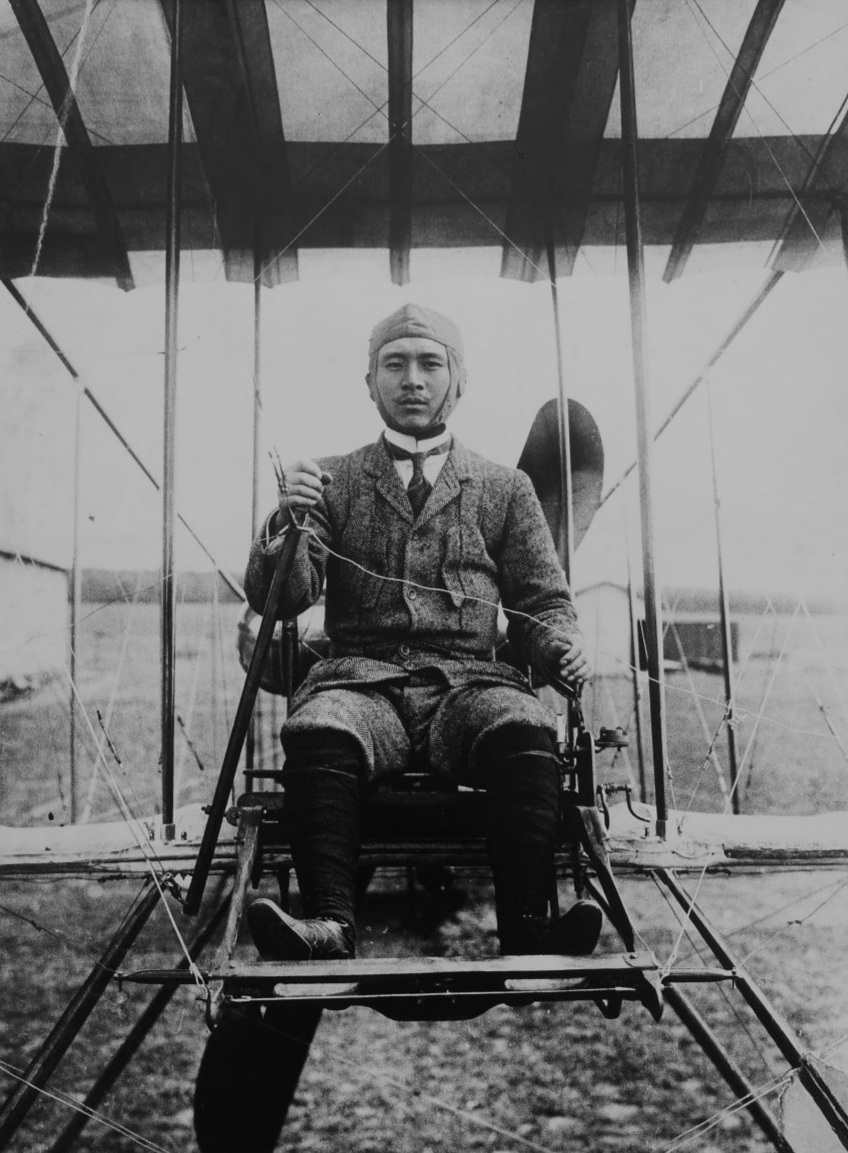
徳川好敏 - この写真は飛行免許状書類に添付のため8月25日のテスト合格直後にフランス人試験官が撮影した写真（当時27歳）

日本では、1910年式の機体1機が8月頃フランスで購入され、この機体はグラーデII単葉機とともに、同年12月に行われた日本初の公式動力飛行に使用された機体のひとつとして広く知られている。
呼称
なお日本語の航空史などの関連資料中では「アンリ・ファルマン複葉機」（複座式複葉機）、「アンリ・ファルマン号」、または「アンリー・ファルマン機」、「ファルマン機」などといった記述の場合は同機種全体ではなく以下に述べる固有の機体（日本での初飛行の公式記録を持つこの1機）のみを指す場合が多い。以下ではこの機体について述べる。

### 購入から初飛行まで
欧州出張
1910年（明治43年）、臨時軍用気球研究会の委員であった日野熊蔵（当時31歳、陸軍歩兵大尉）と、徳川好敏（27歳、同気球隊付工兵大尉）は、機体の選定・買い付けと操縦技術習得のためフランス・ドイツに派遣された。両大尉は新橋から4月11日に出発、敦賀-ウラジオストク間を船で渡りシベリア鉄道経由でパリに渡った。5月末、アンリ・ファルマン飛行学校3校目のエタンプ校が開校し、両大尉は各国（女性1人含むフランス人4名、ロシア人3名、ほかイギリス、ドイツ、イタリア、ポーランドなど）から派遣された飛行学生ら計10数名と共に学んだ。
この飛行学校での授業内容は、1日1人につき5分間のみ、全10数回の高度約30mほどでの同乗飛行を繰り返し、生徒はインストラクターの背中に張り付くようにして同乗し右手を肩越しに伸ばして一緒に操縦桿に添え、体感で操縦を覚え、その後は単独での飛行を3回成功させれば卒業となるものだった。徳川大尉はオートバイを購入し毎朝1番に通ってこの5分間だけの飛行をこなした後は、大使館などを訪ねて機体の選定・買い付けのための情報収集や準備に奔走していたとされる。8月8日に彼は初めての単独飛行に成功し、同月10日・11日で3回を終えて卒業となり、（当時、実質上"国際"飛行免許ともされた）フランス飛行クラブ（Aéro-Club de France）発行の飛行機操縦免状を取得のため、シャロン演習場（Camp de Châlons）内のアンリ・ファルマン飛行学校（Bouy本校）に移動した。
彼はここで日本からの発注で製作されたばかりの機体を受け取った（これが後に日本でアンリ・ファルマン号と呼ばれる）。厳密には当時の三井物産が1機を購入し、これを臨時軍用気球研究会に納入するという形がとられた。当時の購入価格は2本の予備プロペラ付き（後述）で18,800円（または18,832円）と記録されている。 購入されたこの1910年式の機体は、2人乗り用の後部座席が標準装備され、機首の昇降舵は支柱幅内に収まり、上・下翼は等幅でエルロンは4枚、足下の（しばしばT-pedalと呼ばれる）補助棒はスライド式で、尾翼下には補助輪に替わり1本のかぎ状の曲棒（スキッド）があり、尾翼方向舵は2枚でその両側にロゴ文字:「H.FARMAN Constructeur Camp de Châlons MARNE 」の記載がある。
8月25日に同機で免許試験に臨んだ彼は、一周6kmのコースを離陸から着陸まで3周の飛行を成功させ、着陸するとすぐに写真を1枚撮られた。合格者の書類に添付する写真だった。彼はこうして飛行機操縦者免許状（第289号）を取得した（この免許状は実物が現存している。発行日は11月8日付）。その後は、機体は分解・梱包され9月15日にフランスから日本へ向かう「安藝丸」に積載の上船便で日本に送られた。徳川大尉は同演習場内のアントワネット飛行学校に入校し、ブレリオ機を発注し、その操縦訓練を受け始めて間もなく帰国命令が出た。延期を要請したが許可されず、ドイツに行っていた日野大尉とパリで落ち合い帰国、10月25日朝には再び新橋に到着した。 
帰国後11月8日、横浜港に到着していたファルマン機の梱包を確認、これを東京中野の気球隊に運んで組み立てることになったが、当時この輸送には牛4頭と50人を動員して丸4日間かかったとされている。また発送時に徳川大尉は立ち会っていないため、組立も困難であったとされている。一方これを飛ばすための飛行場は、当時の日本にはまだ存在していなかった。機体の買い付けと平行して所沢に準備が進められていたが、予算の不足などもあり工事が遅れたため代々木錬兵場を整地して使用した。　

### 代々木錬兵場での初飛行
同年12月、代々木錬兵場の一角（現在の代々木第一体育館東側「原宿駅入口」バス停付近）に2基の天幕式格納庫が設置され、ファルマン、グラーデ両機が中野気球隊から運び込まれた。主催者の臨時軍用気球研究会は公開飛行試験の日程を新聞などに公表した。当時、多くの一般の日本人にとって、飛行機が空を飛ぶということはまだ信じ難い出来事だった。飛行実施日は、同月15日と16日、また当日が悪天候になった時のため17日・18日は予備日とされ、19日・20日には撤収や輸送が完了するという予定だった。このため15日から19日にかけての5日間で約50万人の観衆が集まり、会場の周囲には屋台なども出店する賑わいとなった。
結果的に公式な記録として、日本における初の動力飛行（エンジン付航空機による飛行）の日付、すなわち日本で初めて飛行機が飛んだ日は、1910年（明治43年）12月19日とされている。この日、代々木錬兵場（現在の代々木公園）において、徳川好敏大尉がフランス製の当ファルマンIII型複葉機を操縦し、日野熊蔵大尉がドイツ製のグラーデII型単葉機を操縦し、日本初の公式動力飛行に成功した。これを記念して12月19日は「日本初飛行の日」とされている。
一方、その成功に至るまでの数日間には度重なるトラブルや悪天候による延期などの紆余曲折があった。この経緯の詳細（や飛行記録の細かな数値）については、資料により多少異なっている。特に、数日間の地上滑走演習中（14日や16日）などに日野大尉のグラーデ機の方が少し先に"初飛行"を成功させた（と記録するべきではなかったか）、との観点で論じられることも多く、これについては様々な説がある（また航空力学的には「飛行」としなかった当時の公式記録が妥当であるとする見方もある）。これらの点については約100年が経過した今日でも多少見解が分かれている。 ただし、ともすれば徳川・日野大尉 本人同士が当時あたかもライバル心を剥き出しにして"初飛行"の功名を争奪し競り合っていたかのようにイメージされることがあるが、これはおもに当時の一部の新聞などが大衆の興味をそそるため一部脚色を交えて報じたことなどに起因しており事実ではない。
ともあれ、度重なるトラブルや悪天候による延期などの紆余曲折を経て、19日には両者そろって飛行に成功し、公式記録とされた。今日の錬兵場跡（代々木公園内の南門付近）には、これを記念して「日本初飛行離陸之地」・「日本航空發始之地」の石碑や、徳川・日野両大尉の銅製胸像が東京都による解説板とともに立てられている。また19日当日に撮影された写真などの関連資料は東京上野の国立科学博物館に展示されている（後述も参照）。

### 所沢飛行場時代

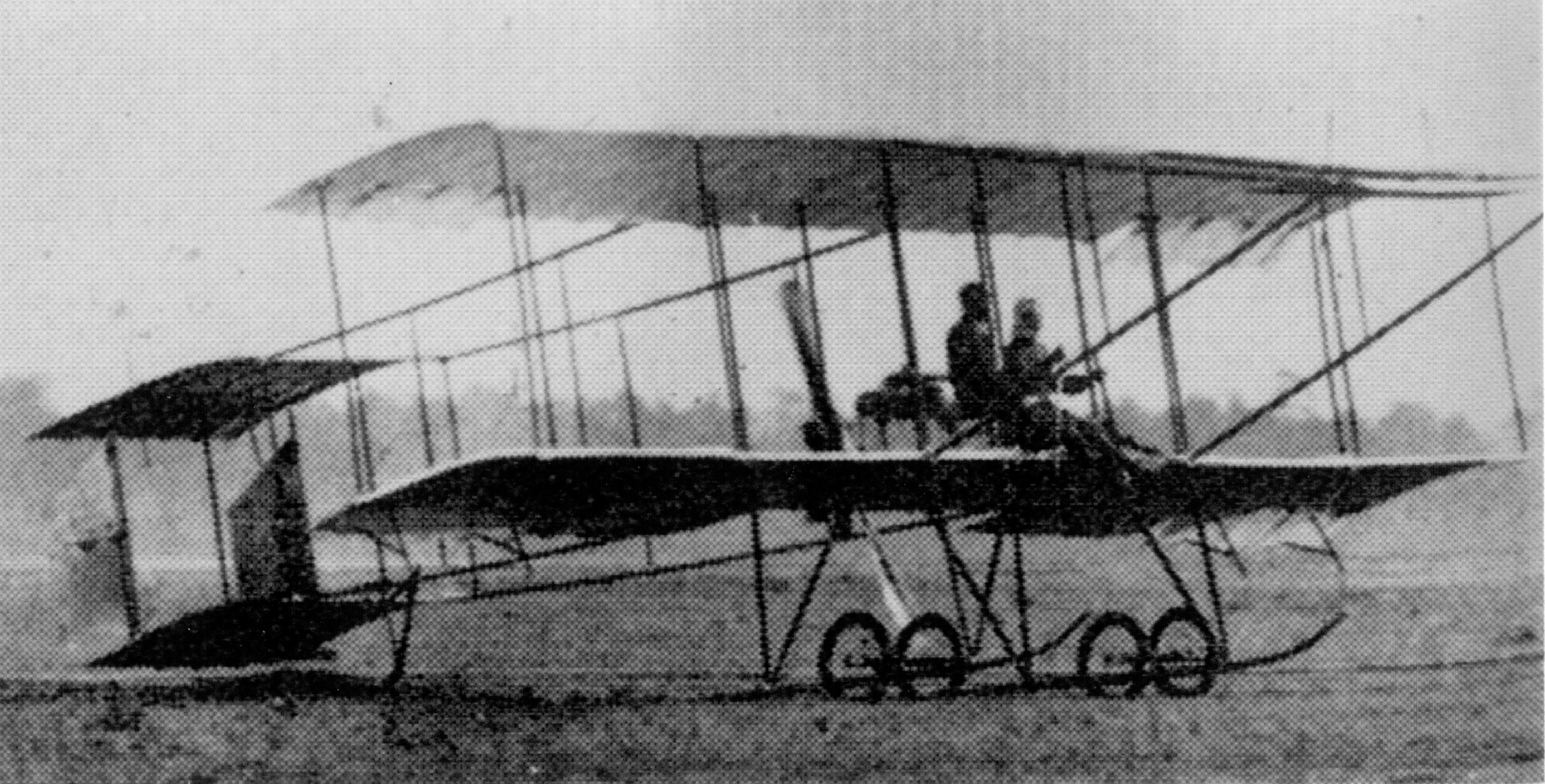
アンリ・ファルマン複葉機 - 徳川大尉が操縦、後席に山瀬中尉が同乗し川越に向かう

1911年（明治44年）4月1日、日本で最初の飛行場である臨時軍用気球研究会所沢試験場が所沢（当時埼玉県入間郡所沢町）に完成した。同所での初飛行は天候の関係で同5日に行われこの日ファルマン機は800mの距離を高度約10mで1分20秒間飛行したと記録されている。
同年6月3日、徳川大尉の操縦で後席に山瀬中尉が同乗し、所沢-川越間の30.03kmを高度150m程で32分45秒で飛行した。これが日本国内初の都市間野外飛行とされている。 また、開設当初の所沢飛行場には当機を含め前述の両大尉が買い付けた全4機の輸入機しか無かったため、同年10月には当機を元に国内で会式一号飛行機が製作された。この機体は軍用機としては、初の国産飛行機とされている。
- 今日の所沢陸軍飛行場跡（現:所沢航空記念公園とその周辺）には「航空発祥の地」の石碑やその他さまざまな当機の関連物（後述）があり、関連資料は公園内の所沢航空発祥記念館に収蔵されている。
- 写真資料 - なおこの当時のファルマン機の姿を撮影した写真資料は、現存する物の内ほぼすべてが喜多川秀雄（喜多川写真館初代）により撮影されたガラス乾板写真であり、敗戦直後、軍事機密の漏洩を恐れ焼却処分を迫る憲兵の命令に従わず、同氏が密かに防空壕に隠し通したため、今日まで伝わり貴重な資料となっている。約200点のガラス乾板のうち、ファルマン号の姿が写ったものは9-10点存在する。この原版の保存には専門的な設備が必要なことから、2008年の同写真館の閉館後、親族により東京文化財研究所に寄贈され保管されている[22]。

### 退役後から今日まで
当機体の正確な退役年月日は不明であるが、所沢飛行場でおよそ1916年（大正5年）頃までは何度も修理を重ねながらも現役で使われていたとされている。その後は飛行不能になり、分解され同飛行場の格納庫内に保管されていた。当時の武蔵野鉄道・旧西武鉄道所沢駅付近（現・西武所沢車両工場跡地）の陸軍航空技術学校分講堂に「所沢航空参考館」（通称:南倉庫）が開館すると、再び組み立て復元され、陸軍の「記念飛行機」として歴代の軍用機やその他の輸入機とともに展示されていた。
終戦後はアメリカに分解された状態で（戦利品または戦争資料などとして）接収され、ライト・パターソン空軍基地の米空軍博物館に収蔵されていたが、1960年（昭和35年）に日米修好100周年および日本航空50周年を記念し日本に返還され、同年5月20日に航空自衛隊入間基地（在旧陸軍航空士官学校）に空輸で到着した。この日、約50年振りにファルマン号の操縦桿を握った77歳の徳川好敏元陸軍中将は、まるで我が子に再会したような気分だと述べ、感涙に及んだ。返還直後には、一時的に羽田空港で同年9月18日に行われた航空ページェントや、かつて池袋西武デパートの屋上に存在していた屋上ヘリポート「西武スカイステーション」のイベント時にも当機が貸し出され、他の航空機とともに子供たちの写生大会のモチーフにもなっている。

その後は2006年（平成18年）5月まで、東京都千代田区の交通博物館に展示され、今日では入間基地内の旧「修武台記念館」が「航空歴史資料館 修武台記念館」としてリニューアルオープンされたため、2012年（平成24年）3月から同館内に展示されている。
- なお現存の同機体は実物ではあるが、前述のアメリカからの返還の時点で既にそのほとんどがレストアされ、当時のままの部分はエンジンとその他の僅かなパーツのみとなっている。
- また、公式初飛行当日（19日）に使用されたプロペラは、現物が「日本最初の飛行に使用されたプロペラ」として戦前にグラーデ機のものと共に寄贈されており、東京都台東区の国立科学博物館に保存されている[26]。

## 復元レプリカ等
- 実物大レプリカ - 成田国際空港A滑走路の南端にほど近い航空科学博物館には、「日本で最初に飛んだ飛行機」として実物大復元模型がエントランスホール上に吊り下げ展示されている[27]。
  - 香港のチェックラップコク空港（香港国際空港）には、（日本と同年式）1910年式ファルマン機のレプリカがある。1911年（明治44年）3月18日に沙田においてベルギーの飛行家チャールズ・ヴァン・デン・ボーン(en:Charles Van den Born)によって飛行が行われ、これが香港での最初の動力飛行とされている。ただし、現地ではこのヴァンデンボーンの機体はFarman IVと記述されていることが多い。日本の「ファルマン号」と比較すると、尾翼が"エ"型("I"-tail)であるなど、細部の特徴はブリストル ボックスカイトにより近い。なおこのレプリカは、1997年（平成9年）11月15日に実際に飛行した。
- 1/2復元機 - 個人彫刻家により1/2復元機が製作され、2003年頃ブレリオXI-2 bis型単葉機のものとともに、所沢航空記念公園内に展示された[28]。その後この機体は同市教育委員会に寄贈され、2011年1月-6月まで同市市役所庁舎に展示されている。
- 1/4復元機 - 白根記念渋谷区郷土博物館・文学館の企画展「渋谷で飛行機が飛んだ」には、当機の1/4復元機が関連資料とともに展示された（2010年（平成22年）10月2日-2011年（平成23年）1月10日）[29]。
- 1/48模型機 - 当機のプラモデルキットは旧パイロ社製のものなど数種が市販されていた。これらは再発売されていないため、現在は入手不可となっている。

### その他の関連

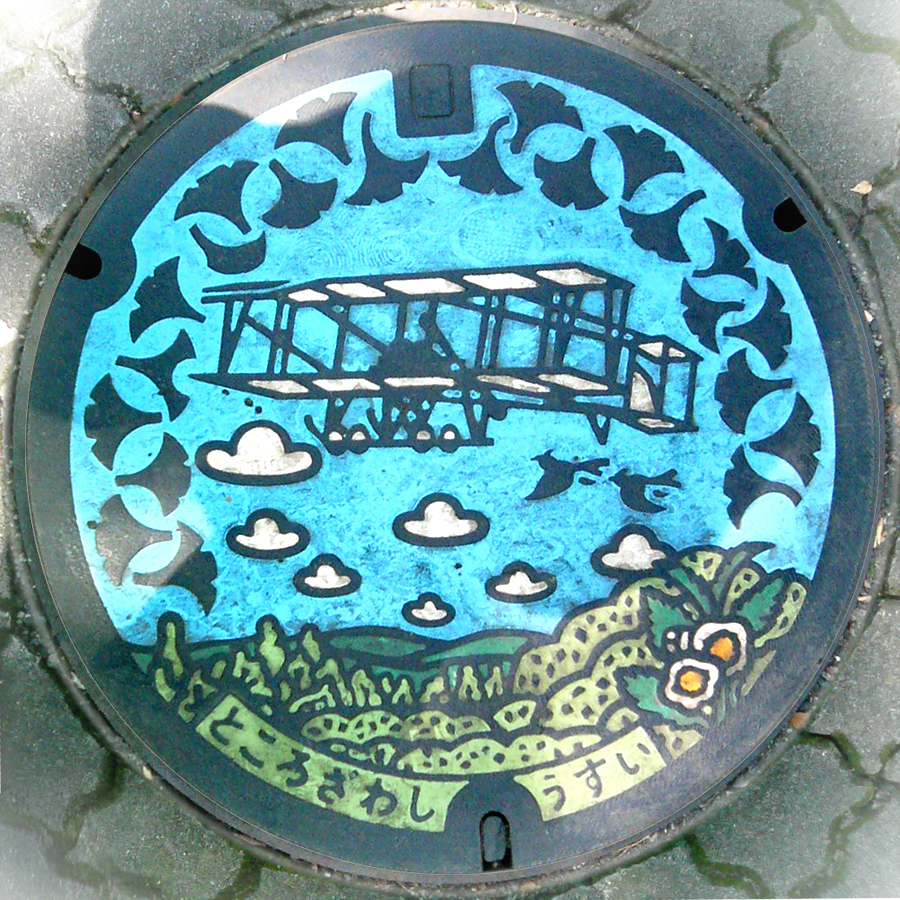
所沢市内のマンホール蓋（カラー版）

- 2010年（平成22年）9月21日に「航空100年記念」切手が発行された。80円切手と押印には絵柄の一つとして当機の姿が描かれている[30]。これらの他にも、ファルマンIIIは当時から各国で航空の黎明期の象徴としてしばしば記念切手や絵葉書、または煙草のパッケージなどにも描かれ、当機をモチーフにした品々は多い。
- 所沢飛行場の跡地である航空記念公園内を中心に、今日の所沢市内には当機由来の名称やデザイン・造形物などが多い。由来する名称はファルマン通り（商店街）、アンリーファルマンベーカリー&カフェ、ファルマン (菓子)、ファルマン運輸（陸送業、ファルマン機の掩蔽壕跡地にて創業したのが名前の由来）などがある。またデザイン・造形物などは多く、同公園内の芝生広場を照らす屋外ライト4基をはじめ、滑走路跡の花壇内にミニチュアモニュメント、同市市民体育館と飛行機新道入口に同型の立体模型モニュメントが設置されている[31]。さらに橋の欄干装飾や、プロペ通り足下に埋め込まれた銅板、市内の2種類のマンホール蓋にも当機の姿が描かれ、今日の飛行場跡の最寄駅航空公園駅は、駅ビル外観が当機をモデルにデザインされている。
- 2010年10月26日-2011年2月6日に開かれた国立科学博物館による特別展「空と宇宙展」中の「初飛行」コーナーには当機に関する資料もある。同展での展示が初の一般公開となった資料もある[32]。

## 参考資料
参考文献
- 『日本航空事始』 徳川好敏 著 航空同人会 編（1964年） 出版協同社
- 『初飛行』 村岡正明 著（2010年4月30日）光人社NF文庫 ISBN 978-4769826422
- 『空の先駆者 徳川好敏』 奥田鑛一郎 著（1986年09月）芙蓉書房出版 ISBN 978-4829500736
- 『日野熊蔵伝』 渋谷敦 著（初版1977年1月15日、改訂版2006年11月3日）たまきな出版舎
- 写真集 『雄飛 -空の幕あけ所沢-』 所沢航空資料調査収集する会 編（2005年4月1日）A4横、239p.

参考サイト
- 『The Pioneers-An Anthology- Henry, Maurice and Dick Farman』（豪モナシュ大学 英語）

## 脚註
1. 1 2  彼ら三兄弟はパリ在住のイギリス人の両親の間に生まれ、後にフランス人に帰化したため今日でも両方の綴り・発音が使用される。どちらか一方が正式ということはない。→ en:Talk:Henry Farman参照
2. ↑  John Moore-Brabazon, → Arthur Edward George, → Cecil Grace を参照
3. ↑  厳密には、1908年に次兄ヘンリーがChalons-sur-Marne近くのBouyに、末弟モーリスがBucにと当初は別々に工房を持ち、のち1912年になってブローニュ＝ビヤンクールのrue de Silly通りにて一社に合弁し社名も改めた。また同社の経営者・技術者として長兄のディック・ファルマン（Richard 'Dick' Farman）が参加している。
4. ↑  このスタイルはのちに「ファルマン型」とも呼ばれ、初期の複葉機デザインの手本になった。
5. ↑  厳密には当時は、ニトロセルロース系ドープ塗料（硝酸系羽布塗料）が使用されていた。 - 出典: わが国の航空機用塗料史 木村哲史（著）・渡邊諒一（監修）
6. ↑  出典: The Illustrated Encyclopedia of Aircraft (Part Work 1982-1985). Orbis Publishingp.1734
7. ↑  3人乗り飛行の写真（当時のFlight誌掲載） 2010年12月閲覧
8. 1 2  出典:写真集『雄飛-空の幕あけ所沢-』P.33
9. ↑  en:1911 in aviation#Octoberまたは1911年の航空を参照。
10. ↑  旧い資料では Farman のカタカナ表記を「フォルマン」としているものもある。"複葉機"という語彙も後のもので、当時は「二層式」とも訳された。
11. 1 2  欧州出張部分の詳細な日付・数値などは #参考資料『初飛行』および『空の先駆者 徳川好敏』に詳しい。
12. 1 2 3  Henry Serrano Villard (2002-12-11). Contact! The Story of the Early Aviators (illustrated edition版 ed.). Dover Publications. pp. p.121. ISBN 978-0486423272
13. ↑  当時の文書（三井物産業務日報）に記録あり。
14. ↑  ブレリオ機（Blériot XI-2 bis côté-à-côté）の購入価格は15,602円。
15. ↑  当時の文書（申請書）「代々木練兵場使用ノ件」が現存している。
16. 1 2  "初飛行"部分の詳細な経緯、日付・数値などは #参考資料『初飛行』、『空の先駆者 徳川好敏』および『日野熊蔵伝』に詳しい。
17. ↑  木村秀政『飛行機の本』、新潮社、昭和37年
18. ↑  奥田鑛一郎『空の先駆者 徳川好敏』芙蓉書房出版、1986年。ISBN 978-4829500736。
19. ↑  所沢市ホームページ (2008年12月1日). “飛行機と所沢”. 2010年12月19日閲覧。
20. ↑  これ以前の"飛行"はすべて錬兵場・飛行場の範囲内で滑走・離陸-周回して着陸するという繰り返しだったため。
21. ↑  民間機では、奈良原式2号機がこれより5ヶ月早い5月5日に同所沢飛行場で初飛行に成功している。
22. ↑  財団法人日本航空協会（航空遺産継承基金 平成21年1月活動記録）2010年9月閲覧
23. ↑  この返還時の徳川元大尉の様子は当時の新聞でも報道され写真に残っている。
24. ↑  この写真は翌1961年（昭和36年）の夏休みのことと推定されている。写真掲載サイト 2010年10月閲覧
25. ↑  旧修武台記念館について（公式サイト）2010年9月閲覧
26. ↑  これは応急的に奈良原三次が提供したプロペラである。本来のファルマンIII 純正のプロペラとは異なる（ノート）。
27. ↑  航空科学博物館「日本で最初に飛んだ飛行機」 写真掲載サイト 2010年9月閲覧
28. ↑  製作者ホームーページより 2010年9月閲覧
29. ↑  白根記念渋谷区郷土博物館・文学館渋谷区公式サイト・写真掲載サイト2010年10月閲覧
30. ↑  日本郵便公式ページ内「航空100年記念」2010年9月21日閲覧
31. ↑  これらのモニュメントは所沢ロータリークラブによる制作物。ちなみに所沢ミューズ前（交差点側）にも彫刻作品があり、また所沢駅西口ロータリー内・航空公園駅東口YS-11機付近にも同案内板型のモニュメントが設置されているが、これらは機体に流線型の特徴がみられるためファルマン号ではなく、国産の会式一号機。
32. ↑  「空と宇宙展－飛べ!100年の夢」公式サイト内（みどころ）より 2010年10月閲覧。